# Ibitiruna araponga
Ibitiruna araponga är en skalbaggsart som beskrevs av Maria Helena M. Galileo och Martins 1997. Ibitiruna araponga ingår i släktet Ibitiruna och familjen långhorningar. Inga underarter finns listade i Catalogue of Life.